# 서창고등학교
서창고등학교(西倉高等學校)는 대한민국 경상남도 양산시 삼호동에 있는 공립 고등학교이다.

## 학교 연혁
- 2008년 1월 10일 : 서창고등학교 설립인가
- 2008년 3월 1일 : 개교
- 2008년 3월 1일 : 초대 김영기 교장 취임
- 2008년 3월 3일 : 제1회 입학식 (10학급 352명)
- 2011년 2월 9일 : 제1회 졸업식(8학급 269명 졸업)
- 2021년 2월 4일 : 제11회 졸업식(297명 졸업, 졸업생 총 인원 3,655명)
- 2022년 2월 10일 : 제12회 졸업생 졸업 (10학급 324명)
- 2023년 3월 1일 : 제8대 김혜영 교장 취임
- 2023년 3월 2일 : 제16회 입학생 입학(10학급 334명)

## 참고 자료
- 서창고등학교 - 한국교육학술정보원 학교알리미